# Lepidoblennius haplodactylus
Lepidoblennius haplodactylus är en fiskart som beskrevs av Steindachner, 1867. Lepidoblennius haplodactylus ingår i släktet Lepidoblennius och familjen Tripterygiidae. Inga underarter finns listade i Catalogue of Life.